# Riverside (zespół muzyczny)
Riverside – polski zespół muzyczny wykonujący muzykę z pogranicza rocka i metalu progresywnego. Został założony w 2001 roku w Warszawie przez perkusistę Piotra Kozieradzkiego, gitarzystę Piotra Grudzińskiego (zmarły w 2016), basistę i wokalistę Mariusza Dudę, i klawiszowca Jacka Mielnickiego, zastąpionego w 2003 przez Michała Łapaja. Skład zadebiutował wydanym w 2003 roku albumem pt. Out of Myself. Płyta przysporzyła zespołowi pewnej popularności w Polsce, w tym za sprawą piosenki „Loose Heart” notowanej na Liście Przebojów Programu Trzeciego Polskiego Radia. Kolejne nagrania kwartetu ukazały się w 2005 roku na płycie zatytułowanej Second Life Syndrome. Była to pierwsza produkcja Riverside, która znalazła się w zestawieniu OLiS.
Trzeci album składu zatytułowany Rapid Eye Movement ukazał się w 2007 roku. Płyta przyniosła zespołowi pierwszy, choć niewielki sukces w Holandii, gdzie trafiła na tamtejszą listę sprzedaży MegaCharts. W 2009 roku ukazała się czwarta produkcja Riverside pt. Anno Domini High Definition. Wyróżniony złotą płytą materiał znalazł się na szczycie listy najpopularniejszych płyt w Polsce (OLiS). Piąta płyta zespołu zatytułowana Shrine of New Generation Slaves została wydana w 2013 roku. Wydawnictwo dotarło do 2. miejsca zestawienia OLiS. Płyta trafiła także na listy przebojów w Niemczech, Belgii, Szwajcarii, Holandii i Finlandii. Był to największy sukces komercyjny w historii działalności zespołu.
W swej twórczości grupa poruszała takie zagadnienia jak zaburzenia psychiczne, miłość czy konflikt wewnętrzny. Powszechnie zespół zalicza się do grup grających  rocka lub metal progresywny. Ponadto  kwartet w swej twórczości odwołuje się  do  stylów muzyki, m.in.: rock alternatywny, indie rock, hard rock, post-rock, heavy metal, metal alternatywny i rock eksperymentalny. Pomimo znacznej popularności, w tym głównie na europejskiej scenie muzyki rockowej i heavymetalowej, grupa nigdy nie zwróciła większej uwagi mediów głównego nurtu w Polsce. Byli i obecni członkowie grupy utworzyli lub współtworzyli inne zespoły i projekty poboczne, m.in.: Hate, Thunderbolt, Lunatic Soul, Saltus, Kataxu, Domain czy Sunwheel.

## Historia

### 2001–2004 (Out Of Myself)

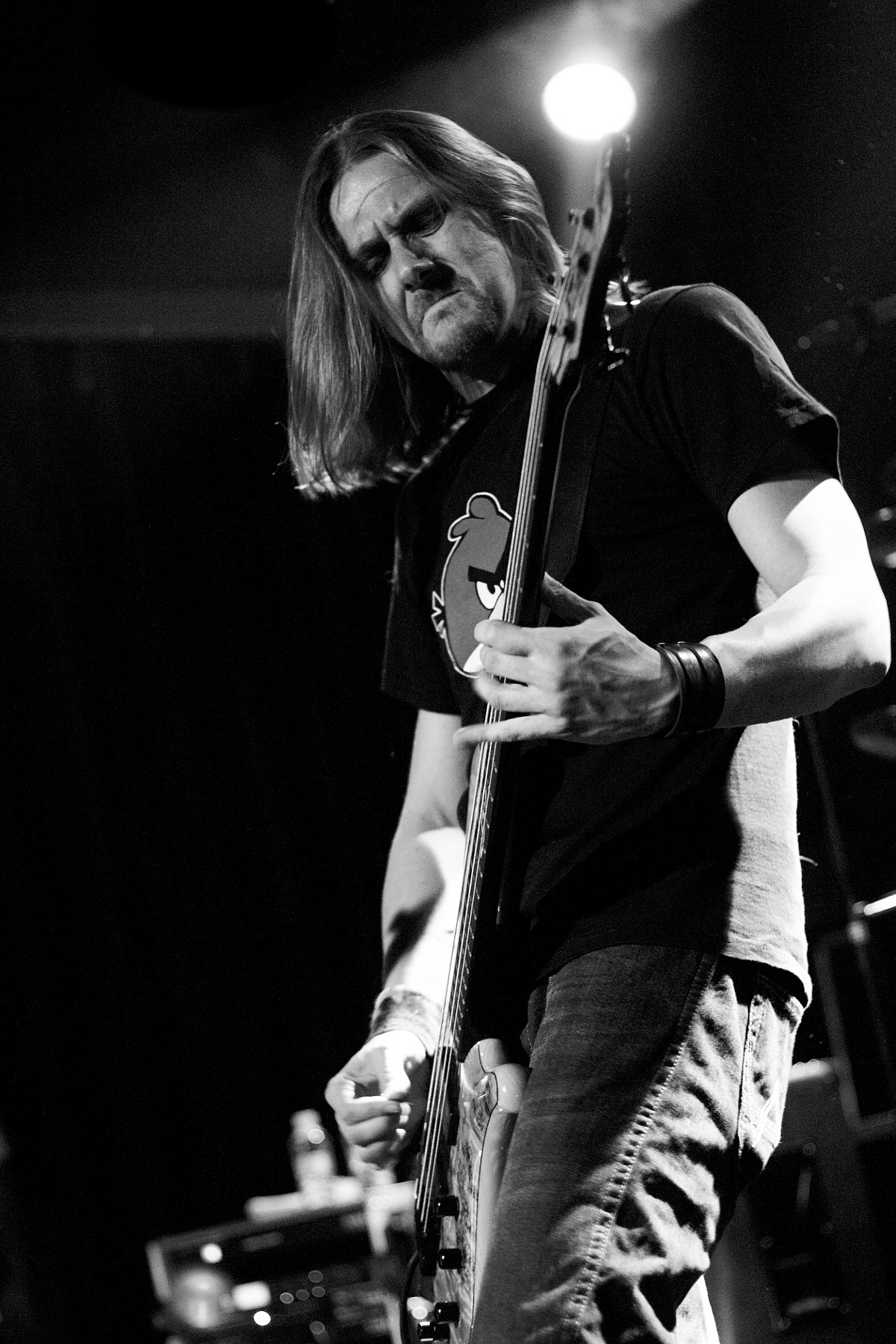
Mariusz Duda podczas koncertu 3 października 2011

Zespół został założony w 2001 roku w Warszawie z inicjatywy gitarzysty Piotra Grudzińskiego, znanego z występów w grupie Unnamed i perkusisty Piotra Kozieradzkiego, byłego członka kwartetu Hate. Muzycy do współpracy zaprosili wokalistę i basistę Mariusza Dudę, byłego członka Xanadu i klawiszowca Jacka Melnickiego, byłego członka Cedamus. Rok później muzycy dali pierwsze koncerty w Warszawie i Otwocku. W 2003 roku w limitowanym do 300 egzemplarzy nakładzie ukazało się pierwsze demo zespołu pt. Riverside. Nagrania zostały rozdane podczas koncertu Riverside w warszawskim klubie Kopalnia 15 marca tego samego roku. W grudniu tego samego roku został wydany singel Loose Heart. Piosenka dotarła do 17. miejsca Listy Przebojów Programu Trzeciego Polskiego Radia (LP3). W międzyczasie nakładem samego zespołu ukazał się debiutancki album Riverside pt. Out of Myself. Płyta została nagrana w należącym do Melnickiego DBX Studio. Natomiast oprawę graficzną wykonał Pjepshu. 15 grudnia nakładem Mystic Production ukazało się pierwsze dostępne w powszechnej sprzedaży wznowienie debiutu. Oprawę graficzną reedycji wykonał amerykański grafik Travis Smith, znany m.in. ze współpracy z  zespołami, m.in.: Control Denied czy Lux Occulta. Pod koniec roku z zespołu odszedł Jacek Melnicki, którego zastąpił Michał Łapaj. W 2004 roku muzycy podpisali kontrakt z wytwórnią muzyczną Laser’s Egde, nakładem której na świecie został wydany debiut Riverside. Wcześniej grupa odbyła trasę koncertową w Polsce, pod nazwą Progressive Tour I 2004. Natomiast 11 czerwca muzycy wystąpili na festiwalu Ryockowisko w Goleniowie. W październiku skład udał się do Holandii, gdzie wziął udział w festiwalu Prog Power Festival w Baarlo. Po powrocie do Polski Riverside kontynuował występy w ramach Progressive Tour II 2004.

### 2005–2006 (Second Life Syndrome)
7 marca 2005 roku ukazał się minialbum Voices in My Head. Pochodzące z płyty piosenki „Stuck Between” i „Us” dotarły odpowiednio do 20. i 34. miejsca LP3. W kwietniu,  muzycy rozpoczęli europejską trasę koncertową Out Of Myself European Tour 2005. Latem zespół podpisał kontrakt z wytwórnią muzyczną InsideOut Music. Następnie formacja wystąpiła na wielu festiwalach, w tym na Eclipsed Festival w Niemczech i Prog Nose Festival w Belgii. 8 października tego samego roku został wydany singel Conceiving You, który poprzedził wydany 31 października drugi album pt. Second Life Syndrome. Płytę nagraną w Serakos Studio we współpracy z producentami muzycznymi Magdą i Robertem Srzednickimi ozdobiła grafika Travisa Smitha. Wydawnictwo spotkało się z przychylnymi recenzjami krytyków muzycznych. Holenderski magazyn Aardshock i niemiecki magazyn Eclipsed Magazine uznały Second Life Syndrome za album miesiąca. Płyta dotarła także do 22. miejsca zestawienia OLiS. Od marca do maja 2006 roku skład dał wiele koncertów w ramach europejskiej trasy koncertowej Second Live Syndrome Tour. Występy odbyły się m.in. w Polsce, Czechach, Austrii i Hiszpanii. Natomiast latem zespół wystąpił m.in. podczas festiwalów, w tym m. in: : Castle Party w Polsce, Masters of Rock w Czechach, czy NEARFest w USA. W październiku grupa odbyła drugą część Second Live Syndrome Tour, która objęła wyłącznie Polskę.

### 2007–2008 (Rapid Eye Movement)
10 czerwca 2007 roku ukazał się singel „02 Panic Room”, który zwiastował trzeci album. Podczas  promocji do piosenki zrealizowano  teledysk, który wyreżyserowali Maciej Pawelczyk i Radosław Wikiera. W międzyczasie formacja wzięła udział w trasie koncertowej Chaos In Motion – World Tour, poprzedzając występy Dream Theater, m.in. w Polsce, Portugalii i Francji. 24 września została wydana płyta Rapid Eye Movement. Nagrania zostały zrealizowane w łódzkim Toya Sound Studios i warszawskim studiu Serakos. Oprawę graficzną przygotował Travis Smith. Płyta dotarła do 2. miejsca zestawienia OLiS. Płyta przyniosła zespołowi także pierwszy, choć niewielki sukces w Holandii, gdzie trafiła na 73. miejsce tamtejszej listy sprzedaży – MegaCharts. Trzeci album studyjny Riverside był promowany podczas trasy koncertowej Rapid Eye Movement Tour. Muzycy wystąpili m.in. w Turcji, Finlandii, Norwegii, Szwajcarii i Wielkiej Brytanii. 17 marca 2008 został wydany kolejny singel pt. „Schizophrenic Prayer”. Utwór dotarł do 31. miejsca LP3. Również w marcu singel „02 Panic Room” uzyskał status złotej płyty, sprzedając się w nakładzie 10 tys. egzemplarzy. Latem kwartet koncertował podczas festiwalów, m.in.: Prog Power w USA, FMPM Festival w Kanadzie, Burg Herzberg Festival w Niemczech czy Union of Rock w Polsce. Natomiast w listopadzie ukazał album koncertowy Reality Dream. Nagrania zostały wydane w limitowanym do 1000. egzemplarzy nakładzie w formie płyty CD, a także w wersji płyty gramofonowej w nakładzie 500 sztuk. Równolegle odbyła się europejska trasa koncertowa składu Reality Dream Tour.

### 2009–2012 (Anno Domini High Definition)

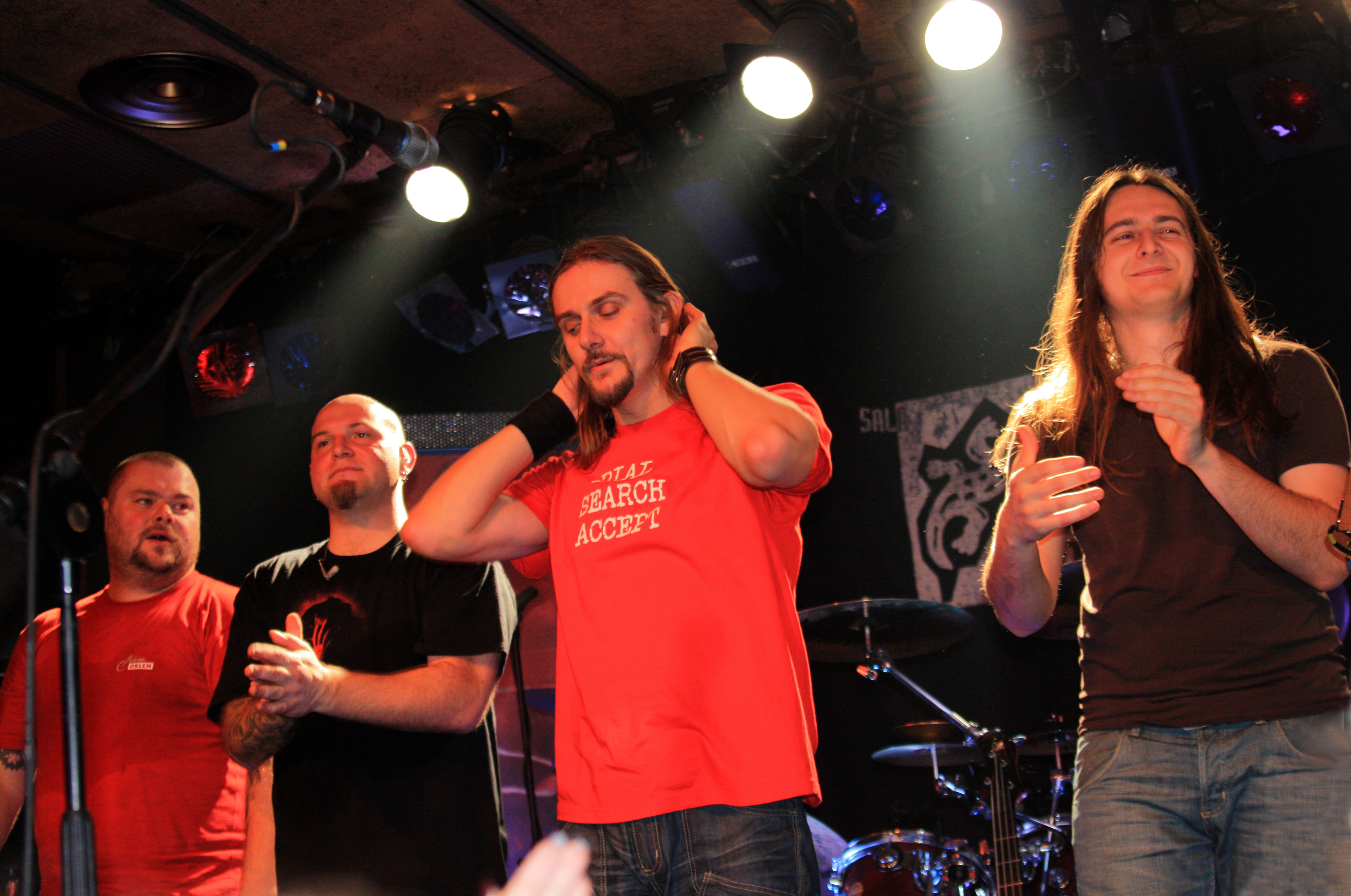
Riverside po koncercie 7 listopada 2009

26 kwietnia 2009 roku zespół wziął udział w koncercie charytatywnym na rzecz poszkodowanego w wypadku samochodowym Adriana Kowanka, wokalisty znanego z występów w kwartecie deathmetalowym Decapitated. Wcześniej formacja rozpoczęła prace nad kolejną płytą. 19 czerwca został wydany czwarty album Riverside pt. Anno Domini High Definition. Płyta została zrealizowana w olsztyńskim Studiu X we współpracy z producentem muzycznym Szymonem Czechem. Okładkę ponownie wykonał Travis Smith. Wyróżnione złotą płytą za sprzedaż 15 tys. egzemplarzy nagrania dotarły do 1. miejsca zestawienia OLiS. Album dotarł także do 58. i 94. miejsca, odpowiednio holenderskiej i niemieckiej list sprzedaży. Natomiast pochodząca z albumu piosenka „Egoist Hedonist” dotarła do 31. miejsca LP3. Podczas promocji, do końca roku zespół koncertował na europejskiej trasie koncertowej Anno Domini High Definition Tour. Grupa wystąpił m.in. w Polsce, Rosji, Włoszech, Francji i Niemczech. 14 grudnia 2009 zostało wydane w Europie pierwsze wydawnictwo DVD zespołu pt. Reality Dream. Na albumie poza nagraniami koncertowymi znalazł się także zrealizowany przez Johna Visa film pt. „Behind the Curtain”. Na początku 2010 roku Riverside kontynuował promocję czwartej płyty podczas koncertów, m.in. w Grecji, Bułgarii, Turcji i Szwajcarii.

### 2013–2014 (Shrine Of New Generation Slaves)

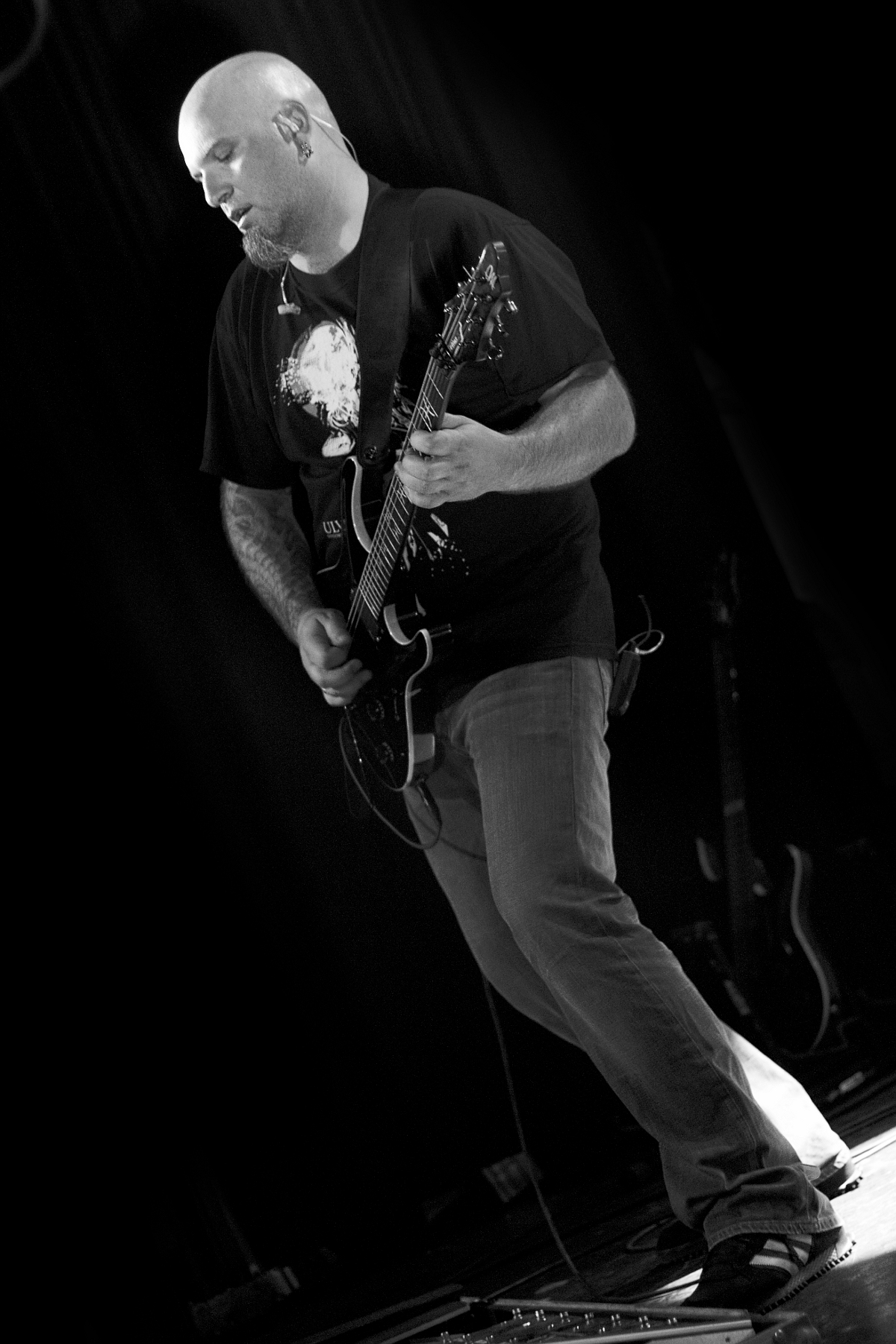
Piotr Grudziński podczas koncertu 3 października 2011

W maju 2011 roku z okazji dziesięciolecia działalności Riverside grupa wspomagana przez Tides From Nebula odbyła europejską trasę koncertową Riverside Anniversary Tour. 20 czerwca tego samego roku nakładem wytwórni muzycznych Progteam, Glassville Records i Laser’s Edge ukazał się drugi minialbum Riverside pt. Memories in My Head. Materiał był promowany singlem pt. Forgotten Land, który dotarł do 6. miejsca LP3. Piosenka posłużyła także do promocji fabularnej gry komputerowej Wiedźmin 2: Zabójcy królów. Latem kwartet zagrał podczas festiwali De Pul i Bospop w Holandii, Veruno Prog Festival we Włoszech i Przystanek Woodstock w Polsce. Natomiast od października do listopada formacja kontynuowała trasę Riverside Anniversary Tour. W międzyczasie, 5 września do sprzedaży trafił sześciopłytowy BOX Reality Dream Trilogy. Na wydawnictwo złożyły się cztery albumy studyjne zespołu i nagrania koncertowe.
18 stycznia 2013 roku w Polsce ukazał się piąty album studyjny kwartetu pt. Shrine of New Generation Slaves. W pozostałych krajach i w Stanach Zjednoczonych materiał został wydany odpowiednio 21 stycznia i 5 lutego tego samego roku. Album został zarejestrowany w warszawskim Serakos Studio we współpracy z jego właścicielami Magdą i Robertem Srzednickimi. Okładkę po raz kolejny namalował Travis Smith. Płytę poprzedził wydany 17 grudnia 2012 roku singel pt. „Celebrity Touch”, który dotarł do 24. miejsca LP3. Do promocji  utworu został zrealizowany również teledysk, który wyreżyserował Mateusz Winkiel. Wydawnictwo dotarło do 2. miejsca zestawienia OLiS. Płyta trafiła także na listy przebojów w Niemczech, Belgii, Szwajcarii, Holandii i Finlandii. Był to największy sukces komercyjny w historii działalności zespołu. Promocja płyty wiązała się również z najdłuższą w historii zespołu trasą koncertową, w ramach której zespół zagrał nie tylko w niemal wszystkich krajach europejskich, ale również w Meksyku oraz Stanach Zjednoczonych. Ostatni, setny koncert odbył się w Muzycznym Studiu Polskiego Radia im. Agnieszki Osieckiej w Warszawie.

### Od 2015 (Love, Fear and the Time Machine i Eye Of The Soundscape)
4 września 2015 ukazała się szósta płyta Love, Fear and the Time Machine, która została uznana albumem roku w plebiscycie miesięcznika Teraz Rock. 21 lutego 2016 w wieku 40 lat zmarł nagle Piotr Grudziński. Kondolencje z powodu niespodziewanej śmierci muzyka złożyli m.in. Steven Wilson, Mike Portnoy i Anathema. W oficjalnym oświadczeniu zespół poinformował, że zgon gitarzysty nastąpił z powodu nagłego zatrzymania krążenia, jednocześnie zostały odwołane wszystkie koncerty planowane na 2016 rok
22 września 2016 roku zespół na swojej oficjalnej stronie internetowej opublikował oświadczenie, w którym poinformował, iż zespół będzie kontynuował działalność  w składzie Mariusz Duda, Michał Łapaj i Piotr Kozieradzki, nie przeprowadzając castingu na nowego gitarzystę. Poinformowano również o planach koncertowych, między innymi o zagraniu koncertu kilka dni po rocznicy śmierci Grudzińskiego i o chęci nagrania nowego albumu, który ma być „powrotem do mocniejszego i bardziej intensywnego brzmienia”.
21 października 2016 roku został wydany kompilacyjny, instrumentalny album Eye of the Soundscape zawierający również nowe utwory, ostatnie nagrane z Piotrem Grudzińskim. 4 listopada grupa zapowiedziała koncert w Progresji, który odbył się 25 lutego 2017 roku. Bilety na koncert zostały wyprzedane w przeciągu jednego dnia. Tydzień później zespół zapowiedział kolejny koncert w Progresji mający się odbyć 26 lutego. Bilety na drugi koncert również wyprzedano w komplecie. 16 listopada tego roku została wydana biografia zespołu, pt.  „Sen w wysokiej rozdzielczości” autorstwa Maurycego Nowakowskiego (ISBN 978-83-64373-43-5).

## Muzyka i teksty

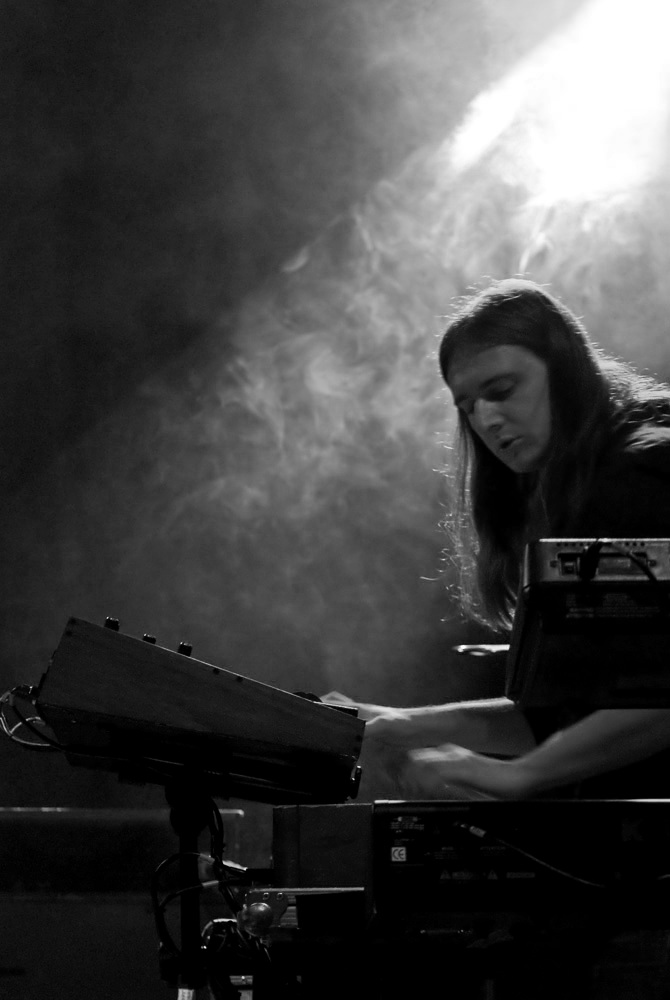
Michał Łapaj podczas koncertu 12 lipca 2009

Zespół jest powszechnie zaliczany do grup grających   rocka lub metalu progresywnego kwartet w swej twórczości odwołuje się ponadto do  stylów: rock alternatywny, indie rock, post-rock, heavy metal, metal alternatywny, rock eksperymentalny i hard rock. Według gitarzysty zespołu Piotra Grudzińskiego rozwiązania kompozycyjne w muzyce Riverside mogą budzić skojarzenia z twórczością zespołów, m. in: Pain of Salvation, Porcupine Tree, czy Tool. Autorem tekstów na wszystkich płytach grupy był basista i wokalista Mariusz Duda. Motywy są niezmienną dla Riverside cechą występującą na wszystkich albumach studyjnych. Na wydanym w 2003 roku debiucie zespołu Out of Myself dziennikarz czasopisma Teraz Rock – Michał Kirmuć – przywołał odniesienia do twórczości zespołu Pink Floyd. Wydany w 2005 roku album pt. Second Life Syndrome przyniósł zmiany stylistyczne za sprawą klawiszowca Michała Łapaja, który w 2003 roku zastąpił Jacka Melnickiego. Nowy muzyk w grupie Riverside zastosował  partie organów Hammonda, które według Łukasza Wewióra, redaktora, także związanego z pismem Teraz Rock, sugerują wpływy wczesnej twórczości hardrockowej grupy,  Deep Purple.
Trzecia produkcja zespołu Rapid Eye Movement nie przyniosła zmian stylistycznych. Kolejny album formacji, Anno Domini High Definition, ukazał się w 2009 roku. Recenzent serwisu Onet.pl – Przemysław Jurek – wymienił nieobecne na poprzednich produkcjach Riverside wpływy muzyki elektronicznej. Jurek wskazał także na uformowanie się oryginalnego stylu Riverside. Jednakże dziennikarz nie wymienił części składowych swego stwierdzenia. Z kolei według dziennikarza magazynu Teraz Rock – Marcina Gajewskiego – za sprawą piosenki „Driven To Destruction” zespół ponownie odwołał się do Porcupine Tree. Drugi, jubileuszowy minialbum składu pt. Memories in My Head z 2011 roku zawierał wpływy hard rocka. Nagrania były w pewnym stopniu zapowiedzią kierunku, jaki grupa obrała na kolejnej płycie. Wydany w 2013 roku piąty album Riverside pt. Shrine of New Generation Slaves został utrzymany w stylistyce hardrockowej, czego przyczyną, według Mariusza Dudy było wyczerpanie się formuły stylistycznej obecnej na poprzednich wydawnictwach. Potwierdzeniem tego była recenzja Pawła Gzyla na łamach Onet.pl, który wymienił ponadto „echa” twórczości zespołów Yes i Opeth (patrz Heritage, 2011). Wydany w 2015 album Love, Fear and the Time Machine przyniósł znaczne złagodzenie brzmienia. Inspiracje Mariusza Dudy (który pierwszy raz samodzielnie skomponował materiał na płytę) sięgały lat osiemdziesiątych i do twórczości zespołów, w tym m.in. The Cure lub Marillon

## Muzycy
| Obecny skład zespołu - Mariusz Duda – gitara basowa, wokal prowadzący (od 2001) - Piotr Kozieradzki – perkusja (od 2001) - Michał Łapaj – instrumenty klawiszowe, wokal wspomagający (od 2003) - Maciej Meller – gitara (od 2020) sesyjnie (2017–2020) | Byli członkowie zespołu - Jacek Melnicki – instrumenty klawiszowe (2001–2003) - Piotr Grudziński (zmarły) – gitara elektryczna (2001–2016) | Muzycy koncertowi - Maciej Meller – gitara elektryczna (2017–2020) |

Oś czasu

## Dyskografia

### Albumy studyjne
| Out of Myself                   | - Data: 15 grudnia 2003 - Wydawca: Laser’s Edge, Mystic Production         | –  | –  | 13 | –  | –  | –   | –   | –  |                                  |                     |
| Second Life Syndrome            | - Data: 31 października 2005 - Wydawca: InsideOut Music, Mystic Production | 22 | –  | –  | –  | –  | –   | –   | –  |                                  |                     |
| Rapid Eye Movement              | - Data: 24 września 2007 - Wydawca: InsideOut Music, Mystic Production     | 2  | 73 | –  | –  | –  | –   | –   | –  |                                  |                     |
| Anno Domini High Definition     | - Data: 19 czerwca 2009 - Wydawca: InsideOut Music, Mystic Production      | 1  | 58 | 94 | –  | –  | –   | –   | –  | - POL: 15 tys.+                  | - ZPAV: złota płyta |
| Shrine of New Generation Slaves | - Data: 18 stycznia 2013 - Wydawca: InsideOut Music, Mystic Production     | 2  | 28 | 33 | 51 | 41 | 109 | 130 | –  | - POL: 15 tys.+ - USA: 2,4 tys.+ | - ZPAV: złota płyta |
| Love, Fear and the Time Machine | - Data: 4 września 2015 - Wydawca: InsideOut Music, Mystic Production      | 2  | 4  | 18 | 25 | 31 | 51  | 73  | 67 | - USA: 2,5 tys.+                 |                     |
| Wasteland                       | - Data: 28 września 2018 - Wydawca: InsideOut Music, Mystic Production     | 1  | 28 | 13 | 23 | 30 | 111 | 79  | 83 | - POL: 15 tys.+                  | - ZPAV: złota płyta |
| ID.Entity                       | - Data: 20 stycznia 2023 - Wydawca: InsideOut Music, Mystic Production     | 2  | 9  | 4  | 6  | 14 | 125 | 87  | 89 |                                  |                     |
| „–” album nie był notowany.     |                                                                            |    |    |    |    |    |     |     |    |                                  |                     |

### Albumy koncertowe
| Tytuł                            | Dane dot. albumu                                          |
| -------------------------------- | --------------------------------------------------------- |
| Reality Dream                    | - Data: 26 listopada 2008 - Wydawca: InsideOut Music      |
| Lost’ n’ Found – Live in Tilburg | - Data: 20 kwietnia 2017 - Wydawca: Vintage Vinyl Records |
| Woodstock Festival Poland 2011   | - Data: 15 stycznia 2024 - Wydawca: Vintage Vinyl Records |
| Live ID.                         | - Data: 24 stycznia 2025 - Wydawca: InsideOut Music       |

### Kompilacje
| Reality Dream Trilogy       | - Data: 5 września 2011 - Wydawca: Mystic Production                       | – | –  | –  | –  | –   | –   |                  |
| Eye of the Soundscape       | - Data: 21 października 2016 - Wydawca: InsideOut Music, Mystic Production | 4 | 60 | 69 | 92 | 112 | 122 | - USA: 1,0 tys.+ |
| „–” album nie był notowany. |                                                                            |   |    |    |    |     |     |                  |

### Albumy wideo
| Tytuł         | Dane dot. albumu                            | Pozycja na liście |
| Tytuł         | Dane dot. albumu                            | FIN               |
| ------------- | ------------------------------------------- | ----------------- |
| Reality Dream | - Data: 14 grudnia 2009 - Wydawca: ProgTeam | 8                 |

### Minialbumy
| Voices in My Head           | - Data: 7 marca 2005 - Wydawca: Rock Serwis | –  |
| Memories in My Head         | - Data: 20 czerwca 2011 - Wydawca: ProgTeam | 34 |
| „–” album nie był notowany. |                                             |    |

### Demo
| Tytuł     | Dane dot. albumu                                       |
| --------- | ------------------------------------------------------ |
| Riverside | - Data: 15 marca 2003 - Wydawca: brak (wydanie własne) |

### Single
| „Loose Heart”                | 2003 | 17 | –  | –  | –  |                     | Out of Myself                   |
| „Conceiving You”             | 2005 | 31 | –  | –  | –  |                     | Second Life Syndrome            |
| „02 Panic Room”              | 2007 | –  | –  | –  | –  | - ZPAV: złota płyta | Rapid Eye Movement              |
| „Schizophrenic Prayer”       | 2008 | 31 | –  | –  | –  |                     | Rapid Eye Movement              |
| „Forgotten Land”             | 2011 | 6  | –  | –  | –  |                     | Memories in My Head             |
| „Celebrity Touch”            | 2013 | 24 | 28 | 45 | 10 |                     | Shrine of New Generation Slaves |
| „Vale of Tears”              | 2018 | –  | –  | –  | –  |                     | Wasteland                       |
| „River Down Below”           | 2018 | 1  | –  | –  | 1  |                     | Wasteland                       |
| „Lament”                     | 2018 | –  | –  | –  | –  |                     | Wasteland                       |
| "I'm Done With You"          | 2022 | –  | –  | –  | –  |                     | ID.Entity                       |
| "Self-Aware"                 | 2022 | 22 | 23 | –  | 19 |                     | ID.Entity                       |
| "Friend or Foe?"             | 2023 | 33 | –  | –  | –  |                     | ID.Entity                       |
| „–” singel nie był notowany. |      |    |    |    |    |                     |                                 |

#### Inne notowane utwory
| „Out of Myself”                            | 2003 | –  | –  | 1 | –  | –  | –  | – | Out of Myself                   |
| „Stuck Between”                            | 2005 | 20 | –  | – | –  | –  | –  | – | Voices in My Head               |
| „Us”                                       | 2005 | 34 | –  | – | –  | –  | –  | – | Voices in My Head               |
| „Egoist Hedonist”                          | 2009 | 31 | –  | – | 1  | –  | –  | – | Anno Domini High Definition     |
| „The Depth of Self Delusion”               | 2013 | 1  | 17 | – | 2  | 10 | 18 | 5 | Shrine of New Generation Slaves |
| „We Got Used To Us”                        | 2013 | 6  | 14 | – | 11 | 13 | –  | – | Shrine of New Generation Slaves |
| „Found (The Unexpected Flaw of Searching)” | 2015 | 4  | 9  | – | 4  | –  | 16 | – | Love, Fear and the Time Machine |
| „Time Travellers”                          | 2016 | 3  | 13 | – | –  | 13 | –  | – | Love, Fear and the Time Machine |
| „Guardian Angel”                           | 2018 | 3  | –  | – | 1  | –  | –  | – | Wasteland                       |
| „–” utwór nie był notowany.                |      |    |    |   |    |    |    |   |                                 |

## Teledyski

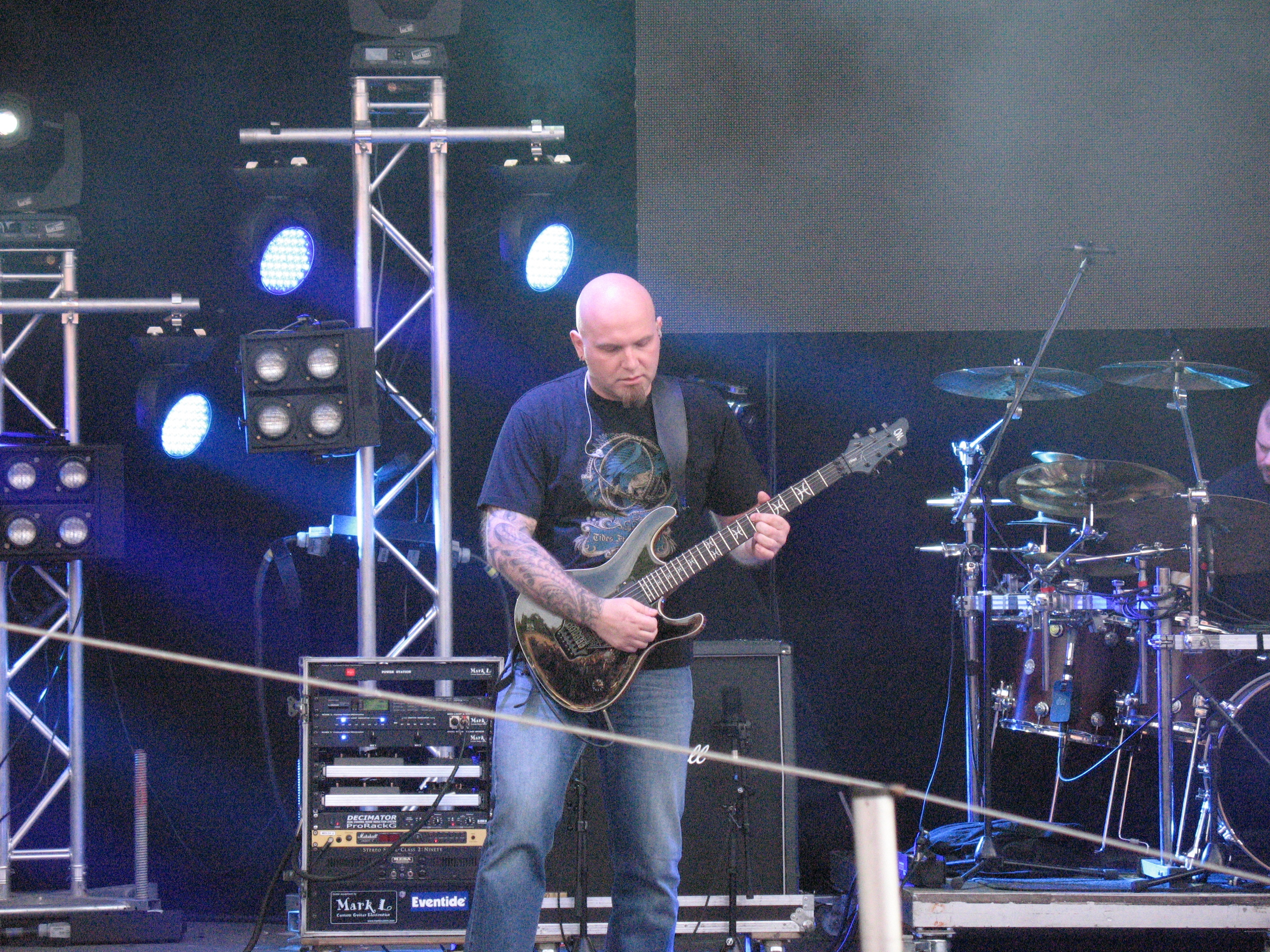
Piotr Grudziński podczas koncertu 8 lipca 2011

| Tytuł                                      | Rok  | Reżyseria                       | Album                           | Źródło |
| ------------------------------------------ | ---- | ------------------------------- | ------------------------------- | ------ |
| „02 Panic Room”                            | 2007 | Maciej Pawelczyk, Radek Wikiera | Rapid Eye Movement              | [ 18 ] |
| „Celebrity Touch”                          | 2013 | Mateusz Winkiel                 | Shrine of New Generation Slaves | [ 44 ] |
| „The Depth Of Self-Delusion” (Lyric Video) | 2013 | –                               | Shrine of New Generation Slaves | [ 95 ] |
| „Discard Your Fear” (Lyric Video)          | 2015 | –                               | Love, Fear and the Time Machine | [ 96 ] |
| „Found (The Unexpected Flaw of Searching)” | 2015 | Tomasz Pulsakowski, Sightsphere | Love, Fear and the Time Machine | [ 97 ] |
| „Shine”                                    | 2016 | Tomasz Pulsakowski, Sightsphere | Eye of the Soundscape           | [ 98 ] |

## Nagrody i wyróżnienia

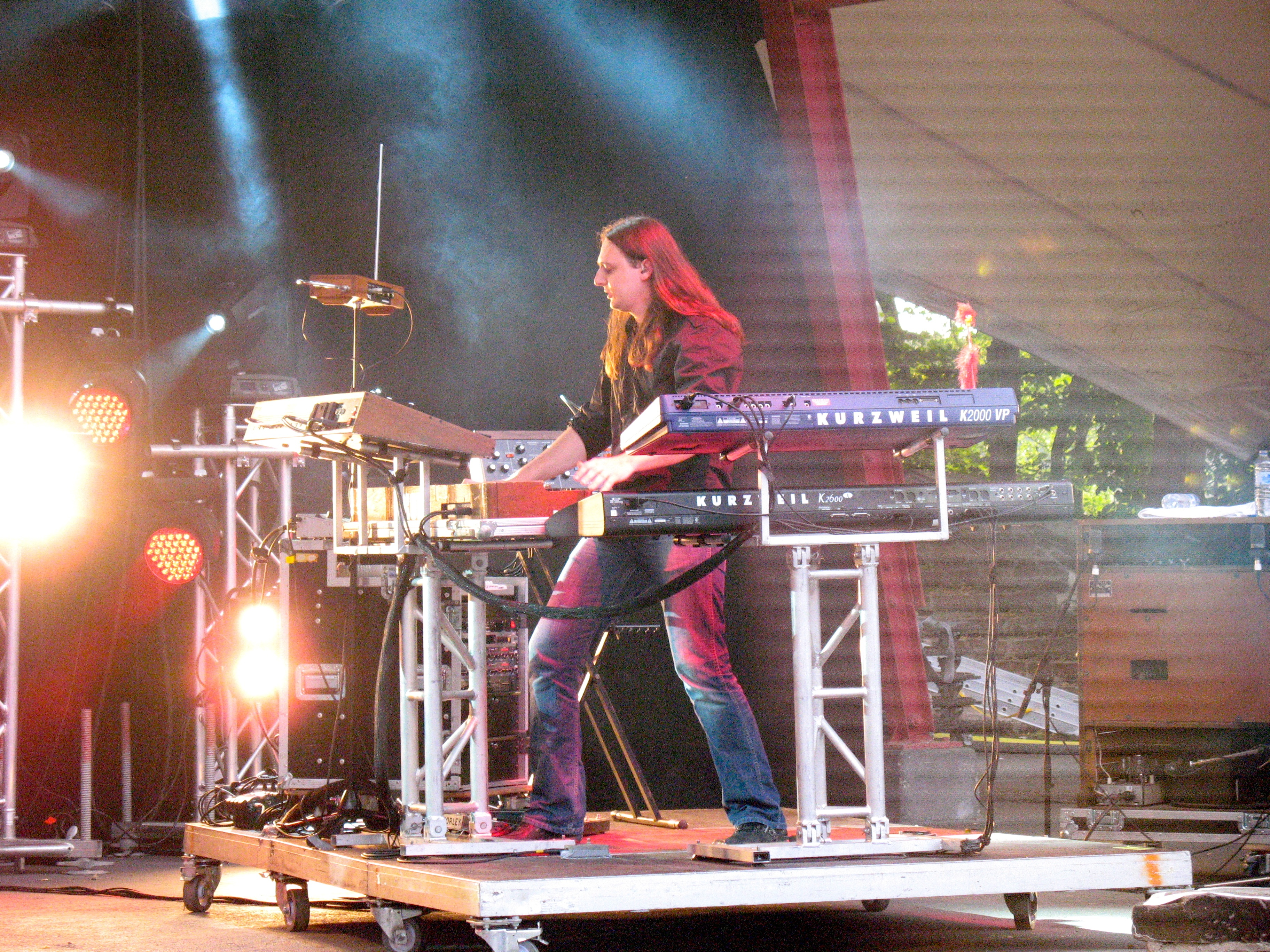
Michał Łapaj podczas koncertu 8 lipca 2011

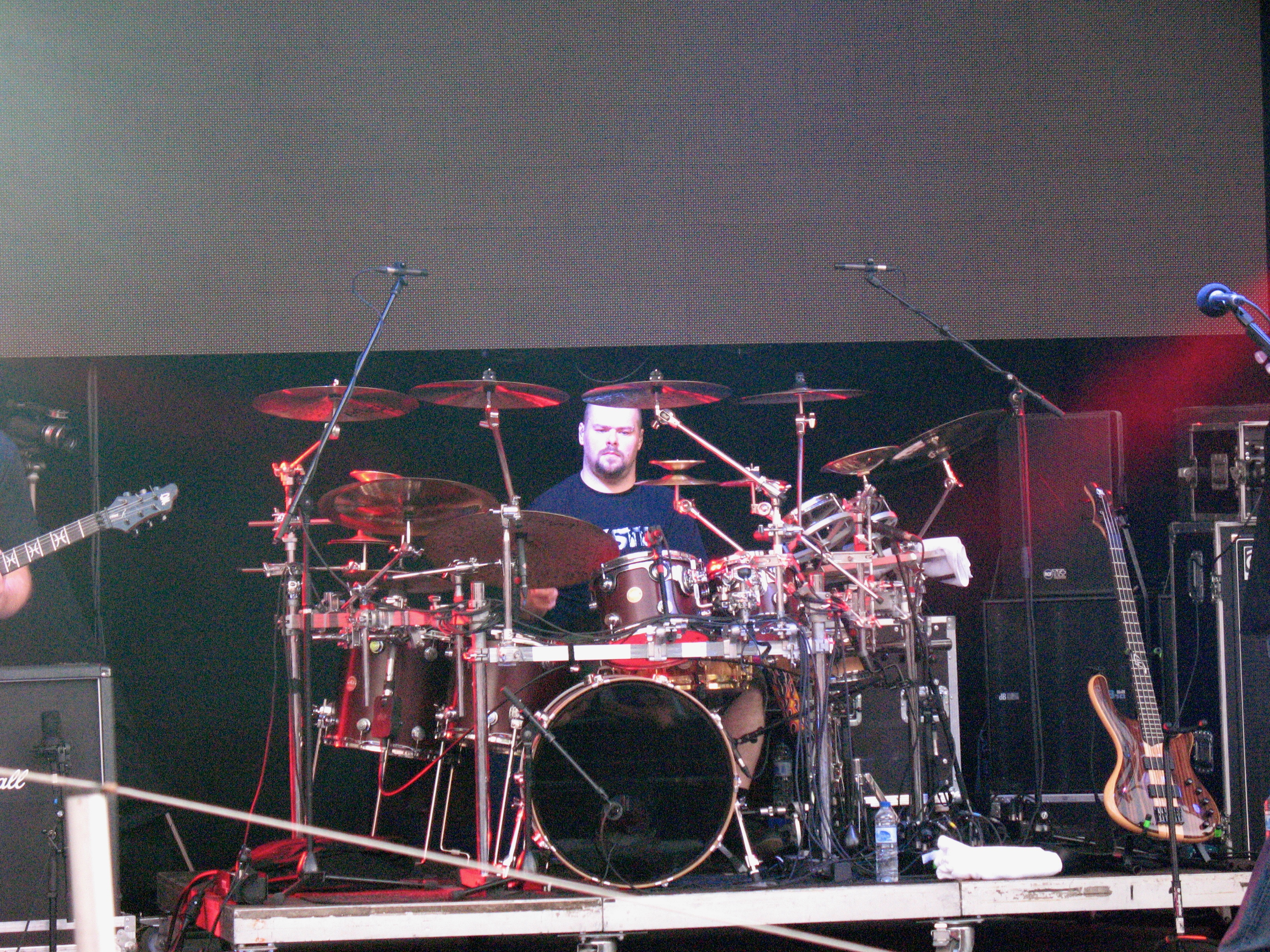
Piotr Kozieradzki podczas koncertu 8 lipca 2011

| Rok  | Kategoria                        | Tytułem                                    | Nagroda                                                | Nota        | Źródło  |
| ---- | -------------------------------- | ------------------------------------------ | ------------------------------------------------------ | ----------- | ------- |
| 2006 | The Best Progressive Metal Album | Second Life Syndrome                       | Metal Storm Awards, 2005                               | 6. miejsce  | [ 99 ]  |
| 2006 | Najlepszy wokalista              | Mariusz Duda                               | Plebiscyt Teraz Rock, 2005                             | 6. miejsce  | [ 100 ] |
| 2006 | Najlepszy instrumentalista       | Piotr Grudziński                           | Plebiscyt Teraz Rock, 2005                             | 9. miejsce  | [ 100 ] |
| 2006 | Najlepszy zespół                 | Riverside                                  | Plebiscyt Teraz Rock, 2005                             | 2. miejsce  | [ 100 ] |
| 2006 | Najlepsza płyta                  | Second Life Syndrome                       | Plebiscyt Teraz Rock, 2005                             | 4. miejsce  | [ 100 ] |
| 2006 | Najlepszy przebój                | „Conceiving You”                           | Plebiscyt Teraz Rock, 2005                             | 5. miejsce  | [ 100 ] |
| 2006 | Nadzieja                         | „Conceiving You”                           | Plebiscyt Teraz Rock, 2005                             | 1. miejsce  | [ 100 ] |
| 2008 | Album roku                       | Rapid Eye Movement                         | Plebiscyt Mystic Art, 2007                             | 1. miejsce  | [ 101 ] |
| 2008 | Płyta roku 2007                  | Rapid Eye Movement                         | Plebiscyt Rockmetal.pl                                 | 3. miejsce  | [ 102 ] |
| 2008 | Najlepsze zdjęcia                | „02 Panic Room”                            | Yach Film                                              | Nominacja   | [ 103 ] |
| 2009 | Najlepszy zespół – Polska        | Riverside                                  | Plebiscyt Magazynu Gitarzysta, 2009                    | 2. miejsce  | [ 104 ] |
| 2009 | Najlepsza płyta – Polska         | Anno Domini High Definition                | Plebiscyt Magazynu Gitarzysta, 2009                    | 2. miejsce  | [ 104 ] |
| 2010 | The Best Progressive Metal Album | Anno Domini High Definition                | Metal Storm Awards, 2009                               | 3. miejsce  | [ 105 ] |
| 2011 | Instrumentalista roku            | Mariusz Duda                               | Plebiscyt magazynu Metal Hammer, 2010                  | 1. miejsce  | [ 106 ] |
| 2012 | Zespół roku                      | Riverside                                  | Plebiscyt Teraz Rock, 2011                             | 10. miejsce | [ 107 ] |
| 2013 | Breakthrough Artist              | Riverside                                  | Progressive Music Awards                               | Nominacja   | [ 108 ] |
| 2013 | Anthem                           | „Celebrity Touch”                          | Progressive Music Awards                               | Nominacja   | [ 108 ] |
| 2014 | Instrumentalista roku            | Mariusz Duda                               | Plebiscyt Teraz Rock, 2013                             | 5. miejsce  | [ 109 ] |
| 2014 | Zespół roku                      | Riverside                                  | Plebiscyt Teraz Rock, 2013                             | 3. miejsce  | [ 109 ] |
| 2014 | Płyta roku                       | Shrine of New Generation Slaves            | Plebiscyt Teraz Rock, 2013                             | 2. miejsce  | [ 109 ] |
| 2014 | Przebój roku                     | „The Depth of Self Delusion”               | Plebiscyt Teraz Rock, 2013                             | 4. miejsce  | [ 109 ] |
| 2015 | Zdjęcia                          | „Found (The Unexpected Flaw of Searching)” | Yach Film                                              | Nominacja   | [ 110 ] |
| 2016 | Music video                      | „Found (The Unexpected Flaw of Searching)” | Award of Excellence Canada International Film Festival | Nagroda     | [ 111 ] |
| 2016 | Album roku rock                  | Love, Fear and the Time Machine            | Fryderyki 2016                                         | Nominacja   | [ 112 ] |
| 2016 | Anthem                           | „Towards The Blue Horizon”                 | Progressive Music Awards                               | Nagroda     | [ 113 ] |
| 2016 | Band / Artist Of The Year        | Riverside                                  | Progressive Music Awards                               | Nominacja   | [ 114 ] |
| 2023 | Najlepszy przebój                | „I'm Done With You”                        | Plebiscyt Teraz Rock, 2022                             | 4. miejsce  | [ 115 ] |
| 2024 | Najlepsza płyta                  | „ID.Entity”                                | Plebiscyt Teraz Rock, 2023                             | 2. miejsce  | [ 116 ] |
| 2024 | Przebój roku                     | „Friend Or Foe?”                           | Plebiscyt Teraz Rock, 2023                             | 7. miejsce  | [ 117 ] |
| 2024 | Album roku rock                  | „ID.Entity”                                | Fryderyki 2024                                         | Nominacja   | [ 118 ] |